# Huntshaw
Huntshaw of Hunshaw is een civil parish in het bestuurlijke gebied Torridge, in het Engelse graafschap Devon. In 2001 telde het civil parish 120 inwoners. Huntshaw komt in het Domesday Book (1086) voor als 'Huneseue / Huneseua'. De civil parish telt 9 monumentale panden.